# Nymphon spinosissimum
Nymphon spinosissimum är en havsspindelart som först beskrevs av Norman, A.M. 1894.  Nymphon spinosissimum ingår i släktet Nymphon och familjen Nymphonidae. Arten har ej påträffats i Sverige. Inga underarter finns listade i Catalogue of Life.